# Bahnhof Dortmund-Kurl
Der Bahnhof Dortmund-Kurl liegt im gleichnamigen Stadtteil Kurl an der Bahnstrecke Dortmund–Hamm und wird vom RE3 (Rhein-Emscher-Express) und bis Dezember 2016 vom RE11 (Rhein-Hellweg-Express) angefahren; hier hält auch der RE1 (NRW-Express). Es verkehren im SPNV Züge nach Hamm, ins Ruhrgebiet, Düsseldorf, Köln und Aachen. Die Gleisanlagen bestehen aus zwei Bahnsteiggleisen, einem Überholungsgleis zum Ausweichen der durchfahrenden Fernzügen sowie einem bahnsteiglosen Gütergleis, welches nicht mehr genutzt wird.

## Geschichte
In den ersten Jahren der 1847 in Betrieb gegangenen Cöln-Mindener Eisenbahn bestand in Kurl nur ein einfacher Haltepunkt. Der Fahrkartenverkauf wurde in der nahegelegenen Gaststätte Zur Mühle durchgeführt. Die 1855 errichtete Zeche Kurl erhielt einen Gleisanschluss am Bahnhof Kurl.
Am 1. April 1886 wurde das erste feste Bahnhofsgebäude errichtet, das an der Südseite der Bahnstrecke liegt und heute noch als Wohnhaus besteht. Auch das ehemalige Bahnwärterhaus ist bewohnt.
1908 wurde auf der Nordseite der Gleisanlagen ein neues Empfangsgebäude errichtet, das  im Zuge von Bauarbeiten zugemauert wurde.
Im Jahr 2019 wurde der Bahnsteig im Zuge der Arbeiten für den Rhein-Ruhr-Express modernisiert und verlängert, mit Blindenleitstreifen ausgestattet und von ehemals 38 cm auf eine Höhe von 76 cm über Schienenoberkante gebracht. Dabei wurde auch der Zugang zum Bahnsteig verändert. Als Ersatz für den Zugang durch das Empfangsgebäude wurden zwischen Straße und Unterführung eine Rampe sowie eine außen liegende Treppe errichtet. Zwischen Unterführung und Bahnsteig wurde außerdem ein Aufzug gebaut.
Das Empfangsgebäude ist als Baudenkmal in die Denkmalliste der Stadt Dortmund eingetragen.

## Verkehr
| RE 1 (RRX) | NRW-Express: Aachen Hbf – Aachen-Rothe Erde – Eilendorf (ein Zugpaar) –Stolberg (Rheinl) Hbf – Eschweiler Hbf – Langerwehe – Düren – Horrem – Köln-Ehrenfeld – Köln Hbf – Köln Messe/Deutz – Köln-Mülheim – Leverkusen Mitte – Düsseldorf-Benrath – Düsseldorf Hbf – Düsseldorf Flughafen – Duisburg Hbf – Mülheim (Ruhr) Hbf – Essen Hbf – Wattenscheid – Bochum Hbf – Dortmund Hbf – Dortmund-Scharnhorst (nicht stündlich, im Wechsel mit Nordbögge) – Dortmund-Kurl – Kamen-Methler – Kamen – Bönen-Nordbögge (nicht stündlich, im Wechsel mit Dortmund-Scharnhorst) – Hamm (Westf) Hbf Stand: Fahrplanwechsel Dezember 2023 | 60 min |
| RE 3       | Rhein-Emscher-Express: Düsseldorf Hbf – Düsseldorf Flughafen – Duisburg Hbf – Oberhausen Hbf – Essen-Altenessen – Gelsenkirchen Hbf – Wanne-Eickel Hbf – Herne – Castrop-Rauxel Hbf – Dortmund-Mengede – Dortmund Hbf – Dortmund-Scharnhorst – Dortmund-Kurl – Kamen-Methler – Kamen – Bönen-Nordbögge – Hamm (Westf) Hbf Stand: Fahrplanwechsel Dezember 2023 | 60 min |